# قيسو (قلنسية)

تعديل مصدري - تعديل

قيسو هي إحدى قرى عزلة قلنسية وعبد الكوري بمديرية قلنسية وعبد الكوري التابعة لمحافظة أرخبيل سقطرى، بلغ تعداد سكانها 364 نسمة حسب تعداد اليمن لعام 2004.